# Vera Kobalia

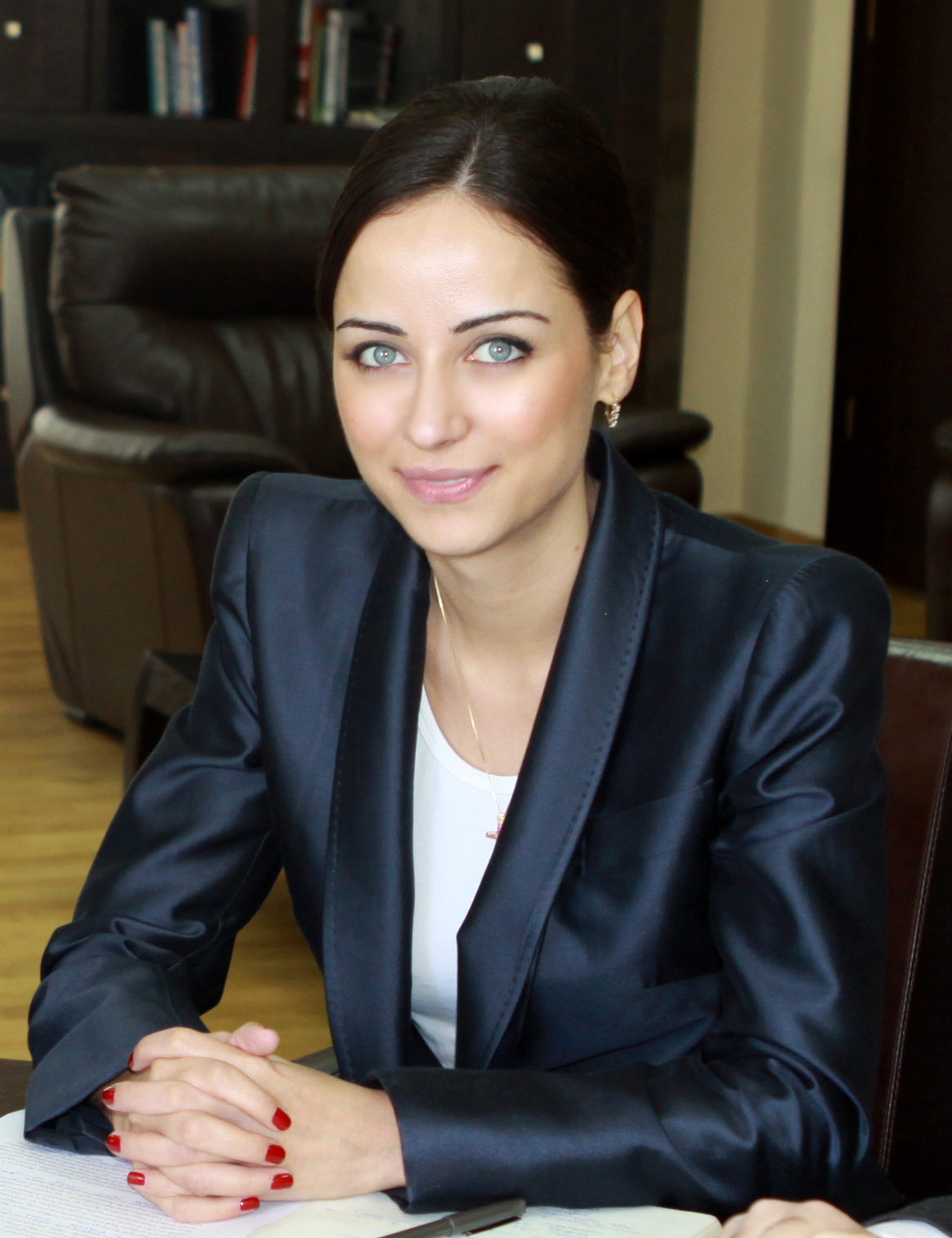
Vera Kobalia (2010)

Vera Kobalia (georgisch: ვერა ქობალია) (* 24. August 1981 in Sochumi) ist eine georgische Politikerin, die vom 2. Juli 2010 bis zum 25. Oktober 2012 Ministerin für Wirtschaft und nachhaltige Entwicklung im georgischen Kabinett war.

## Leben
Kobalia wurde in der umstrittenen georgischen Region Abchasien geboren. 1996 zogen sie und ihre Familie nach Kanada, wegen der Instabilität, die der Konflikt zwischen Abchasien und Georgien mit sich brachte. Sie besuchte die King George Secondary School und später die British Columbia Institute of Technology in Burnaby, British Columbia, an der sie 2004 einen Abschluss in Betriebswirtschaftslehre (BWL) und Informationstechnologie machte.
In Georgien wurde Kobalia im Jahr 2009 bekannt, nachdem  in einem der georgischen Fernsehsender ein Bericht über den Erfolg georgischer Emigranten im Ausland gezeigt worden war. Während der Olympischen Spiele in Vancouver im Februar 2010 kam es zu einem Treffen des damaligen Präsidenten Mikheil Saakashvili mit der georgischen Diaspora bei dem sich er und die 29-jährige Geschäftsfrau kennenlernten. Daraufhin zog sie im gleichen Monat nach Georgien zurück und wurde Mitbegründerin der Stiftung „Koalition für Gerechtigkeit“, einer Organisation, die für die Aufrechterhaltung der Rechte von Intern Vertriebenen kämpft und die auf die Probleme von georgischen intern vertriebenen Personen aufmerksam machen will.
Im Juni 2010 ernannte der Präsident Saakashvili sie zur Ministerin für Wirtschaft und nachhaltige Entwicklung. Kobalias Ernennung wurde am 2. Juli 2010 vom georgischen Parlament bestätigt. Sie erregte Aufmerksamkeit, wegen ihres Alters und ihrer geringen politischen Erfahrung.
Vera Kobalia wurde vom „World Economic Forum“ 2012 zur „Young Global Leader“ ernannt. Sie ist die einzige georgische Politikerin, die den Preis gewonnen hat.
Kobalia verlor ihr Amt nach der Parlamentswahl 2012 an Giorgi Kvirikashvili, Mitglied der Partei Georgischer Traum, die die Mehrheit der Sitze gewann.